# Michael Boy
Michael Boy (* 7. April 1981 in Minden) ist ein  deutscher Handballtrainer und ehemaliger Handballspieler.

## Karriere

### Spieler
Der Rückraumspieler Michael Boy begann seine Karriere im Jugendbereich des TSV GWD Minden und wurde im Jahre 2000 mit der A-Jugend deutscher Meister. Nach dem Ende seiner Juniorenzeit spielte er zunächst für den TuS 97 Bielefeld-Jöllenbeck und die HSG 02 Bielefeld, bevor er sich dem Zweitligisten Eintracht Hildesheim anschloss. Über die HSG Konstanz kehrte er zu seinem Heimatverein in Minden zurück und spielte für dessen zweite Mannschaft. Anschließend spielte er zwischen Oktober 2010 und Mai 2013 für die TSG Altenhagen-Heepen, für die er in 133 Partien 564 Tore erzielte. Er ließ seine Karriere beim TuS Möllbergen ausklingen. Im November 2016 gab er im Trikot des TuS Lahde/Quetzen ein einmaliges Comeback.

### Trainer
Im Dezember 2013 übernahm der an der Schulter verletzte Michael Boy das Traineramt beim Drittligisten TSG Altenhagen-Heepen, konnte aber den Abstieg am Saisonende nicht verhindern. Er verließ den Verein nach der errungenen Vizemeisterschaft in der Saison 2017/18. Zur Saison 2020/21 übernahm Boy das Traineramt beim Versmolder Verein Sportfreunde Loxten und übernahm gleichzeitig hauptamtlich den kaufmännischen und organisatorischen Bereich des Vereins. Ende April 2023 wurde Michael Boy nach einer Negativserie entlassen. Ein kurzes Comeback als Spieler gab Boy bei Landesligist HSG Spradow im November 2023. Seit der Winterpause der Saison 2023/24 ist er Trainer der HSG Spradow.